# Кроснице (гмина)
Кроснице (пол. Krośnice) — сельская гмина (волость) в Польше, входит как административная единица в Миличский повет, Нижнесилезское воеводство. Население 7927 человек (на 2004 год).

## Демография
| Перепись                       | Всего   | Всего | Женщины | Женщины | Мужчины | Мужчины |
| ------------------------------ | ------- | ----- | ------- | ------- | ------- | ------- |
| Единицы                        | человек | %     | человек | %       | человек | %       |
| Население                      | 7927    | 100   | 3929    | 49,6    | 3998    | 50,4    |
| Плотность населения (чел./км²) | 44,4    | 44,4  | 22      | 22      | 22,4    | 22,4    |

## Сельские округа
1. Бжостово
2. Буковице
3. Чарногозьдзице
4. Чешице
5. Домброва
6. Дзевентлин
7. Грабовница
8. Котлярка
9. Кроснице
10. Кубрык
11. Кузница-Чешицка
12. Лендзина
13. Люборадув
14. Лазы-Мале
15. Лазы-Вельке
16. Перстница-Мала
17. Перстница
18. Полице
19. Стара-Хута
20. Сулирадзице
21. Свебодув
22. Вомбнице
23. Вежховице
24. Железники
25. Бжостувко
26. Лазы-Поремба

## Соседние гмины
1. Гмина Доброшице
2. Гмина Милич
3. Гмина Сосне
4. Гмина Твардогура
5. Гмина Завоня